# لاشه‌مگس
لاشه‌مگس(نام علمی: Calliphora) نام یک سرده از تیره مگس‌های لاشه است.